# Одонвил
Одонвил (фр. Haudonville) насеље је и општина у североисточној Француској у региону Лорена, у департману Мерт и Мозел која припада префектури Линевил.
По подацима из 2011. године у општини је живело 87 становника, а густина насељености је износила 11,66 становника/km². Општина се простире на површини од 7,46 km². Налази се на средњој надморској висини од 240 метара (максималној 277 m, а минималној 224 m).

## Демографија
| 1962. | 1968. | 1975. | 1982. | 1990. | 1999. | 2011. |
| ----- | ----- | ----- | ----- | ----- | ----- | ----- |
| 102   | 107   | 94    | 94    | 93    | 80    | 87    |

График промене броја становника у току последњих година